# فرومشيل
فرومشيل (بالإنجليزية: Frümsel)‏ هو أحد جبال سلسلة جبال الألب أبينزيل وجزء من القمة الأم بريسي يقع في كانتون سانت غالن, سويسرا. يبلغ ارتفاع الجبل حوالي 2267 متر، بينما يبلغ ارتفاع نتوء الجبل 222 متر.